# Купальня-баня Рогожско-Симоновского района
Купальня-баня Рогожско-Симоновского района — здание в стиле конструктивизма, расположенное по адресу Автозаводская улица, 21 в Даниловском районе Москвы.

## История
Бани-купальни, строительство которых началось в 1920-х годах, соответствовали новому типу общественных зданий — «комбинатам чистоты», призванным приобщить советских рабочих к гигиене и спорту. В 1928—1930 годах строительная контора Московского коммунального хозяйства (трест «Москомстрой») возвела 2 подобных учреждения в Бауманском и Рогожско-Симоновском районах. Баня-купальня Рогожско-Симоновского района была построена для рабочих заводов АМО (позднее, ЗИЛ) и «Динамо» по проекту архитектора-инженера Сергея Васильевича Панина, а консультантом проекта выступил инженер Артур Лолейт. Строительство велось на средства займа Моссовета. По мнению авторов книги «Купальня-баня Рогожско-Симоновского района», широкое освещение этого факта в публикациях того времени и торжественная надпись на фасаде здания могут свидетельствовать о том, что это был редкий случай успешно завершённой стройки за счёт «сбережений трудящихся».

## Архитектура
Здание бань-купален Рогожско-Симоновского района занимает участок в 10 тысяч квадратных метров и напоминает в плане самолёт: по легенде, это спроектированный в 1910-х годах аэроплан «Илья Муромец». Вход был оформлен крупной надписью «Купальня-баня построена на средства займа Моссовета. 1928—1930», обращён в сторону заводских цехов АМО и находится в «хвостовой» части здания, из-за чего главным многие считали противоположный фасад, выходящий на ось жилого квартала для рабочих. Этот фасад со скруглёным верхом, продолжавшим форму перекрытий бассейна, был фланкирован полуцилиндрическими высокими «башнями», внутри которых располагались лестницы. Верхние ярусы башен занимали резервуары для воды, благодаря чему обеспечивался хороший напор воды в трубах.
В центральном объёме здания находились главный вход, гардероб и буфет, над которыми располагалась железобетонная чаша бассейна, приподнятая на уровень второго этажа. На момент постройки этот бассейн размером 25 на 14 метров и глубиной от 1 до 5 метров был одним их крупнейших крытых бассейнов в СССР. Монументальность конструкции подчёркивал уклон потолка первого этажа, следовавший изменению глубины чаши, и массивные перекрытия. Раздевалки женского и мужского отделения располагались по сторонам бассейна, сверху на них опирались трибуны. Высокий объём бассейна, перекрытый дугообразными фермами с многометровыми вертикальным окнами вызывал ассоциации с храмовым пространством, настраивая купальщиков на торжественный лад.
Крылья здания заняли бани и душевые. На момент возвдения бань-купален антисанитарная традиция мытья в парильнях и мыльнях с помощью шаек и тазов была широко распространена, поэтому полностью заменить их душами и ваннами было невозможно. На каждом этаже кроме 2-го располагались женское и мужское отделения, включавшие мыльни и парильни на 75 человек, по 10 душевых кабин и по 6 ванн. На вторых этажах было по 20 душевых кабин. Перегородки в душевых кабинах были выполнены из стеклянных пластин Монье с металлической сеткой, что позволяло лучше освещать внутреннее пространство. По плану банно-душевые отделения могли пропускать не менее 408 человек в час (при расчёте 1 час в бане, 40 минут в душевых и ваннах).
Иньерьер бассейна имеет сходство с построенными в Вене в 1920-х общественными банями-термами «Амалиенбад», проект которых был хорошо знаком советским инженерам, но парадному убранству австрийских бань противопоставляется функциональность и простота. В отделке использованы простые материалы — штукатурка, масляная краска, керамическая плитка, даже лестницы-спуски бассейна были сварены из газовых труб. Основными декоративными элементами служили вазоны с серпами, молотами и звёздами и две гипсовые скульптуры на балконе: «Спортсмен» неизвестного автора и «Пловчиха», копия скульптуры «Прыжок в воду» Ромуальда Иодко, бронзовая версия которой была установлена в 1937 году в ЦПКиО.
В современный период в здании расположился физкультурно-оздоровительный центр. Спустя 85 лет эксплуатации интерьеры бассейна и убранство преимущественно сохранились, однако остальные пространства были кардинально обновлены в 1980-е — 2000-е годы. Правое крыло здания было снесено для прокладки участка Третьего транспортного кольца. Тем не менее, на фоне сноса и реконструкции бань и бассейнов того периода, купальни Рогожско-Симоновского района остаются редким сохранным памятником архитектуры авангарда подобного масштаба.